# Стефова къща
Стефова къща (на македонска литературна норма: Куќа на Стефоски) е къща в град Охрид, Северна Македония. С богатата си неокласическа архитектура и експонирани фасади, сградата е обявена за значимо културно наследство на Република Македония.

## История
Къщата е разположена във Воска, до Воска хамам, на югозападната страна на улица „Гоце Делчев“ № 169 (алтернативна номерация 167). Построена е в 1924 година от неизвестни майстори. Принадлежала е на семейство Стефоски.

## Архитектура
Сградата представлява три свободностоящи братски къщи и изобилства с неокласически елементи. Архитектурата е симетрична с ритмично разпределени прозорци и балкони с огради от ковано желязо. Фасадата е изпълнена с пиластни, хоризонтални профилирани венци и друга гипсова декорация. Впечатляващ е покривният венец и полукръглите и триъгълни тимпанони над прозорците на втория етаж, както и пиластрите покрай балконските врати, които завършват с богати капители. Като вертикален завършек има три мансарди с балкони и три тимпанона, два полукръгли и един триъгълен. На триъгълния тимпанон в средата е изписана годината на строежа и името на собствениците. Страничните фасади също са симетрични и декорирани. Скромна е само северозападната фасада към двора.
Градежът е масивен с носещи зидове – в мазето от камък, а на приземието и етажа от цяла тухла. Междуетажните и покривните конструкции са дървени.